# Madison (Maine)
Pour les articles homonymes, voir Madison.
La ville de Madison (auparavant Norridgewock) est située dans le comté de Somerset, dans l’État du Maine, aux États-Unis. Sa population s’élevait à 4 855 habitants lors du recensement de 2010, estimée à 4 705 habitants en 2014.

## Traduction
- (en) Cet article est partiellement ou en totalité issu de l’article de Wikipédia en anglais intitulé « Madison, Maine » (voir la liste des auteurs).